# بيل بريغز (لاعب كرة قدم أمريكية)
بيل بريغز (بالإنجليزية: Bill Briggs)‏ هو لاعب كرة قدم أمريكية أمريكي، ولد في 25 ديسمبر 1943 في سانفورد في الولايات المتحدة.

## وصلات خارجية
- بيل بريغز على موقع مرجع كرة القدم المحترفة.كوم (الإنجليزية)